# 2-3-дерево
2-3 дерево — структура данных, являющаяся B-деревом, каждый узел (страница) которого имеет либо два потомка и одно поле, либо три потомка и два поля. Листовые вершины являются исключением — у них нет детей, но есть одно или два поля. 2-3 деревья сбалансированы, то есть все листовые вершины находятся на одной высоте от корня дерева.  

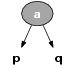
2-вершина
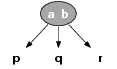
3-вершина

## Свойства
- Все нелистовые вершины содержат одно поле и 2 поддерева или 2 поля и 3 поддерева.
- Все листовые вершины находятся на одном уровне (на нижнем уровне) и содержат 1 или 2 поля.
- Все данные отсортированы (по принципу двоичного дерева поиска).
- Поле в 2-вершине, как и в двоичном дереве поиска, делит пространство возможных значений на два диапазона: {\displaystyle (-\infty ,a)} и {\displaystyle [a,+\infty )}
- Поля в 3-вершине делят пространство возможных значений на три диапазона: {\displaystyle (-\infty ,a)}, {\displaystyle [a,b)} и {\displaystyle [b,+\infty )}

## Нелистовые вершины
Нелистовые вершины содержат одно или два поля, указывающие на диапазон значений в их поддеревьях. Значение первого поля строго больше наибольшего значения в левом поддереве и меньше или равно наименьшему значению в правом поддереве (или в центральном поддереве, если это 3-вершина); аналогично, значение второго поля (если оно есть) строго больше наибольшего значения в центральном поддереве и меньше или равно, чем наименьшее значение в правом поддереве. Эти нелистовые вершины используются для направления функции поиска к нужному поддереву и, в конечном итоге, к нужному листу.
Например, для иллюстрации выше справедливы следующие неравенства:
- для 2-вершины: {\displaystyle p<a\leq q}
- для 3-вершины: {\displaystyle p<a\leq q<b\leq r}